# Благой Кръстанов
Благой Кръстанов (роден на 21 март 1950) е бивш български футболист, полузащитник. Клубна легенда на Спартак (Плевен). Играл е също в Сливнишки герой (Сливница), Левски (София) и Осъм (Ловеч).

## Биография
Родом от софийското село Волуяк, Кръстанов е юноша на Локомотив (София), но дебютира в мъжкия футбол с екипа на Сливнишки герой (Сливница) през 1969 г. За клуба изиграва общо 120 мача и бележи 31 гола в Южната Б група.
На 26-годишна възраст е привлечен в Левски (София). С отбора става шампион и печели купата през сезон 1976/77. Записва 19 мача с 3 гола в А група, както и 3 мача с 1 гол в европейския турнир КНК. Бележи последния гол при разгромната победа със 7:1 като гост срещу финландския Рейпас (Лахти) на 29 септември 1976 г.
През лятото на 1977 г. преминава в Спартак (Плевен) и играе за отбора през следващите 9 сезона, като в 7 от тях е капитан на тима. В този период записва общо 228 мача с 39 гола в първенството – 167 мача с 26 гола в А група и 61 мача с 13 гола в Б група. По отбелязани попадения е на 6-о място във вечната ранглиста на клуба в елита.
На 36-годишна възраст преминава в Осъм (Ловеч). Играе две години за отбора в Б група, след което слага край на състезателната си кариера.
Бивш треньор на Спартак (Пл), Чавдар (БСл), Академик (Св), Гигант (Белене), Дунав и Белите орли.

## Успехи
Левски (София)
- А група –  Шампион: 1976/77
- Национална купа –  Носител: 1976/77